# Ольденбург
О́льденбург (нем. Oldenburg, н.-нем. Ollnborg) — третий, по количеству населения, город немецкой федеральной земли Нижняя Саксония, находящейся на северо-западе Германии. Расположен на судоходной реке Хунте, соединённой Кюстен-каналом с рекой Эмс и впадающей в реку Везер. Официально город называется Oldenburg (Oldb), что значит Oldenburg in Oldenburg  и указывает на расположение города Ольденбурга на территории исторического, одноимённого государства, столицей которого город Ольденбург был вплоть до начала 20 века.

## История
Городок Ольденбург впервые упомянут в 1108 году в числе владений Эгильмара I. В то время он ещё не был таким крупным, а столицей графства стал значительно позднее, под конец жизни Эгильмара I. В Средние века стал местом проживания графов Ольденбургских и до 1918 года был столицей одноимённого герцогства. С 1667 по 1773 год принадлежал Дании, где правила династия Ольденбургов. После разрушительного пожара в конце XVIII века Ольденбург был полностью перестроен в стиле классицизма, памятников более раннего времени сохранились единицы. Во время Второй мировой войны город практически не пострадал от бомбардировок, сохранив таким образом бо́льшую часть своего довоенного облика. В результате приёма большого количества изгнанных из восточной Европы немцев Ольденбург, как и множество других городов современной Германии, испытал сильный прирост населения в первые послевоенные годы.
Связь с влиятельным датским королевством на протяжении веков поддерживала политические позиции Ольденбурга, а по состоянию на начало XX века из Ольденбургской династии происходили монархи целого ряда европейских государств, а именно Дании (где правят и поныне), Норвегии, Швеции, Греции и России. Британский монарх король Карл III и его сын Уильям тоже являются представителями Ольденбургской династии по отцовской линии.

## Население
| Год  | Население |
| ---- | --------- |
| 1990 | 142 233   |
| 1995 | 149 691   |
| 2000 | 154 125   |
| 2005 | 158 394   |
| 2010 | 161 334   |
| 2018 | 168 210   |

## Здравоохранение
В Ольденбурге расположены три крупные больницы:
- протестантская Евангелическая Больница (Evangelisches Krankenhaus),
- католическая Больница имени Пия (Pius-Hospital),
- Клиника Ольденбурга (Klinikum Oldenburg).

Во всех трёх больницах лечат представителей всех конфессий и нерелигиозных людей и все три эти больницы активно сотрудничают с медицинским факультетом Ольденбургского университета.
В Ольденбурге в 1916 году была создана первая в мире школа для подготовки собак-поводырей, чтобы повысить мобильность ветеранов Первой мировой войны, ослепших в результате военных действий. Школа в Ольденбурге за 12 лет выпустила более 5 тысяч собак.

## Образование
В Ольденбурге находится университет, основанный в 1973 году. В 2022 году в нём учится около 16 тысяч студентов и он является работодателем для почти 3 тысяч сотрудников.

## Достопримечательности
- Музей художника Хорста Янссена. Экспозиция знакомит посетителей с биографией и творчеством одного из самых известных художников послевоенной Германии[8].
- В Энциклопедии Брокгауза и Эфрона (ок. 1900 г.) упомянуты также старый герцогский дворец с картинами Тишбейна, библиотекой (55 000 томов), собранием гравюр на меди; новый дворец, музей, публичная библиотека (110 тыс. томов), Августеум — картинная галерея, арсенал, памятники философу Гербарту и герцогу Петеру-Фридриху-Людвигу[9].

## Галерея

Виды Ольденбурга
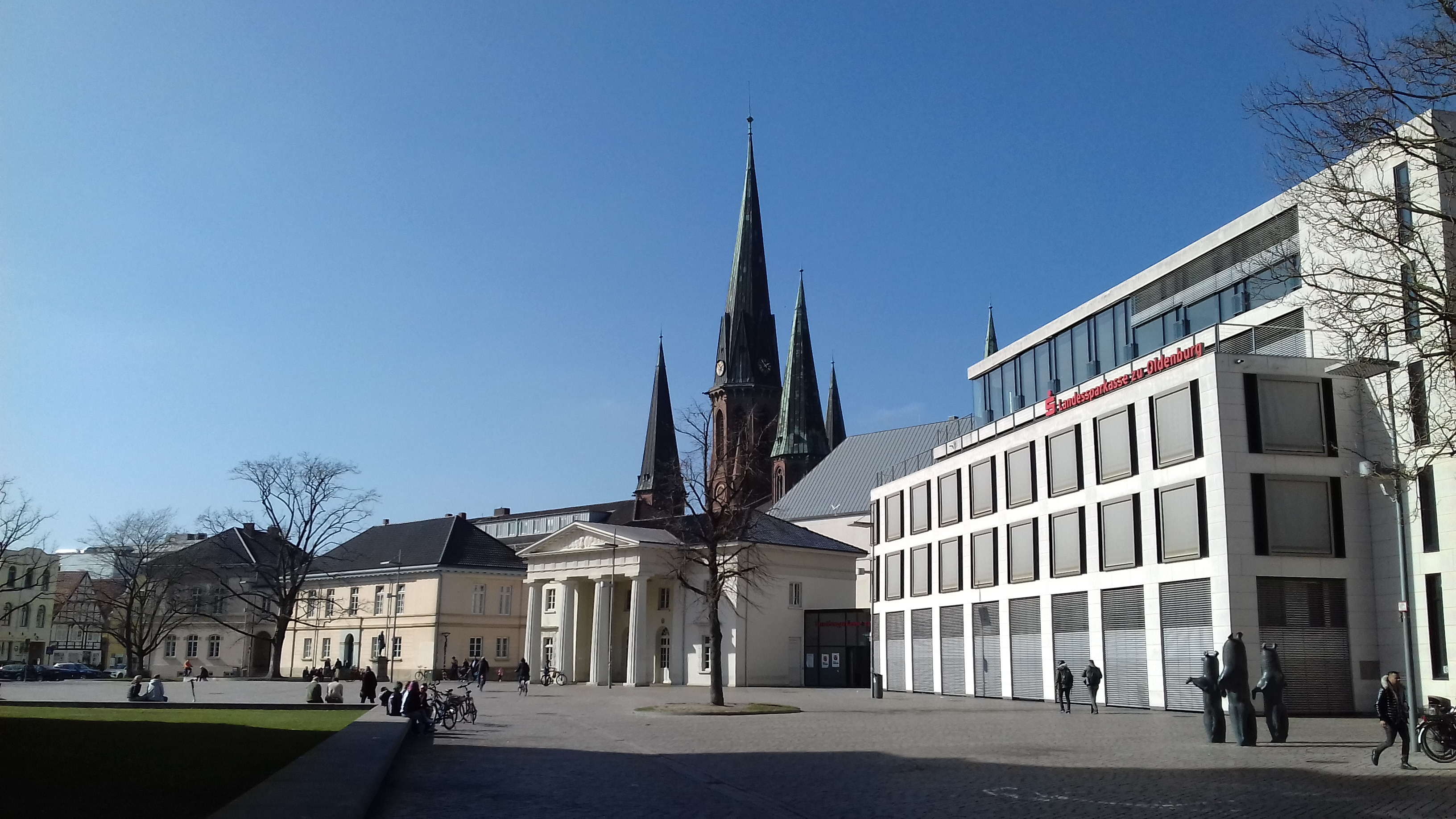
Площадь перед герцогским дворцом
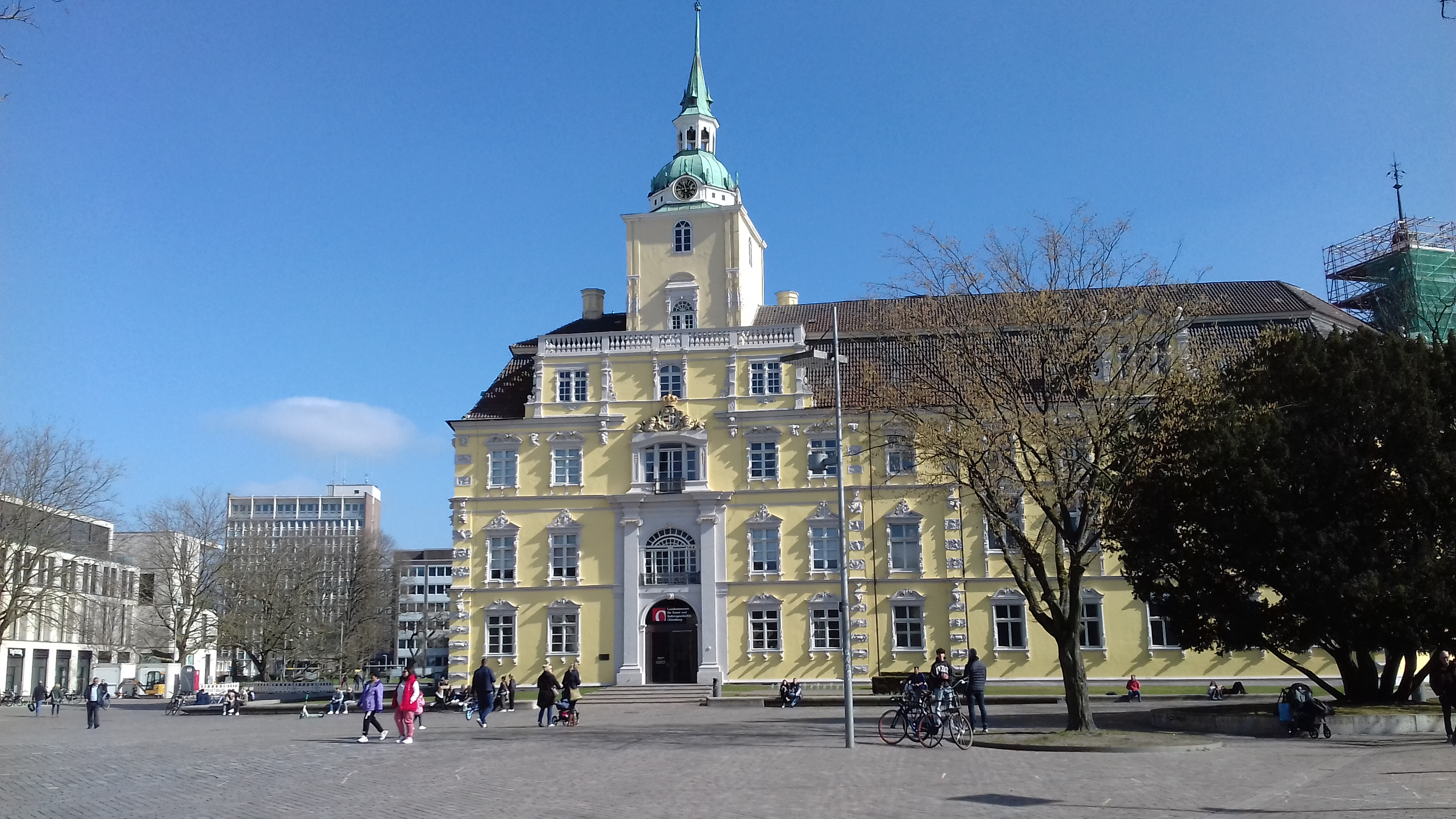
Герцогский дворец
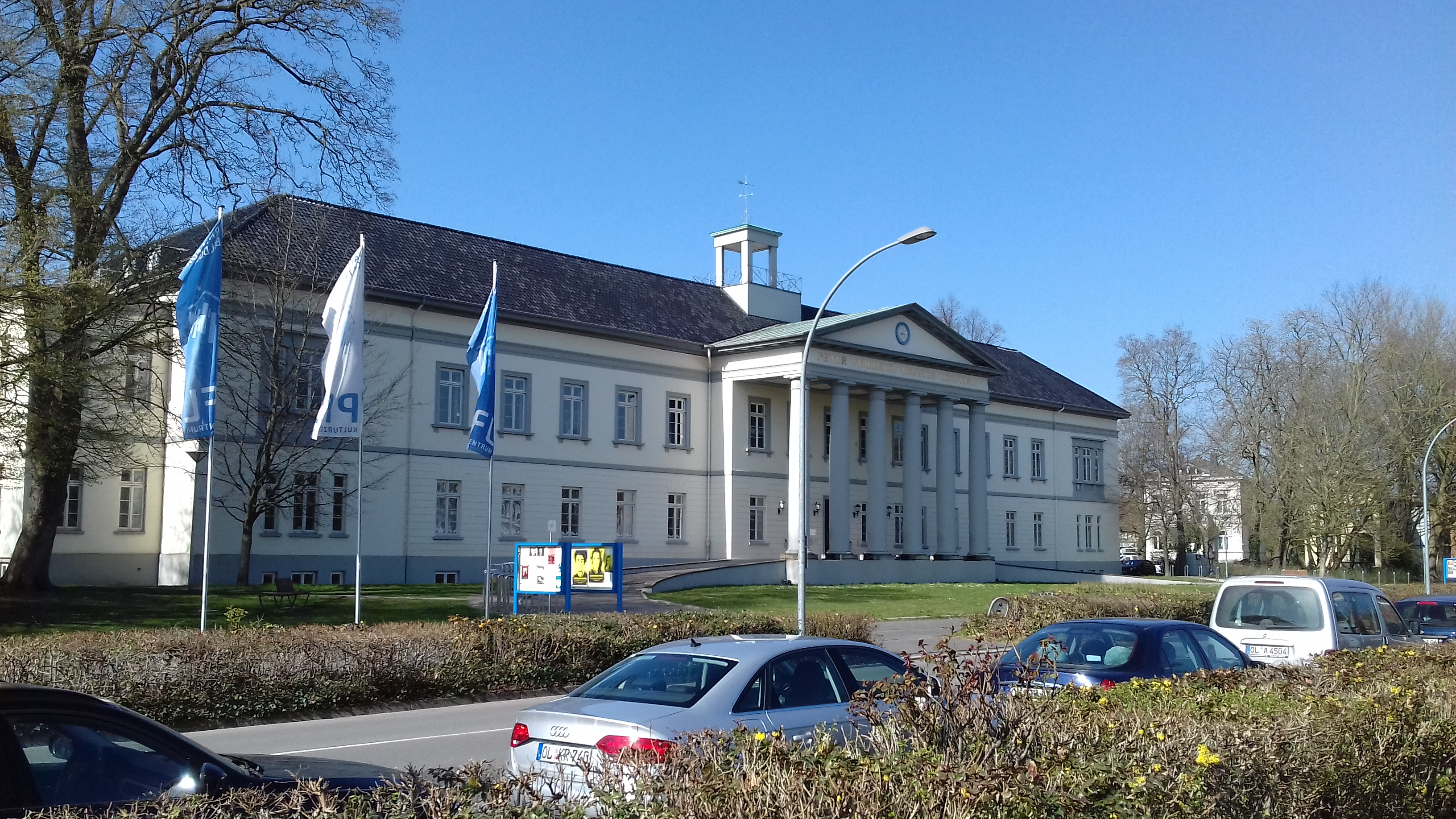
Госпиталь Петера Фридриха Людвига
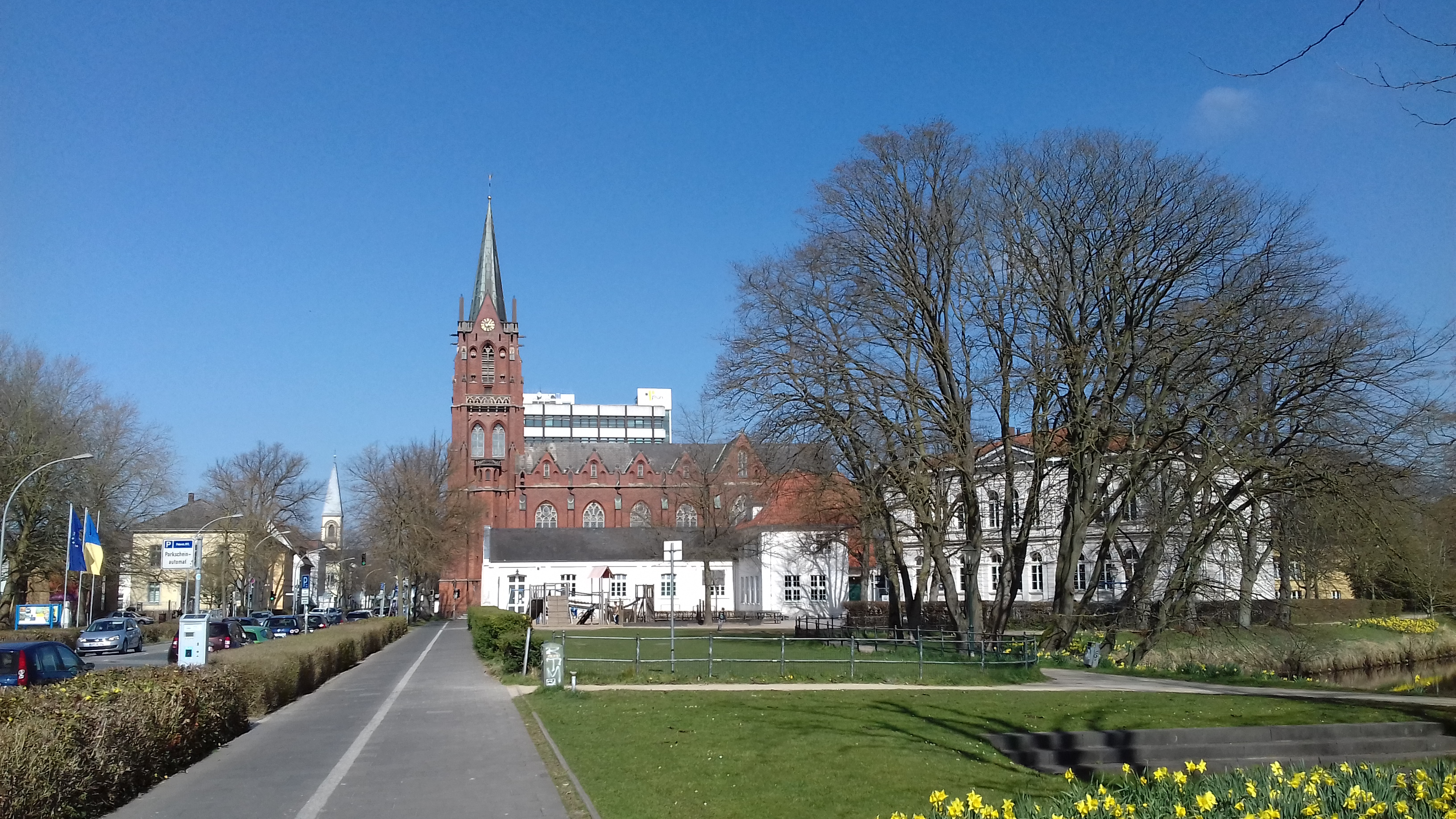